# Жупањевачки град
Жупањевачки град у Жупањевцу, насељеном месту на територији општине Рековац, представља непокретно културно добро као споменик културе, решењем Завода за заштиту споменика културе у Крагујевцу бр. 96/1 од 5. маја 1969. године.
Остаци средњовековног утврђења налазе се на заравњаном платоу изнад села. Архелошким истраживањима вршеним у више наврата почетком 21. века утврђено је да је град саграђен у 14. веку са манастирском црквом на централном делу платоа и пратећим објектима око ње. Од бедема, кула и конака остали су само темељи и доњи делови зидова. 
Утврђење је имало неправилну овалну основу чији изглед је био условљен обликом врха брда на коме је саграђено. На истуреном северозападном и јужном углу постоје остаци две кружне куле, а између њих, на западном делу била је постављена четворострана улазна кула до које је водила прилазна стаза. Утврђење је зидано од неправилних комада ломљеног камена и кречног малтера са бедемом дебљине до 3m. Унутар зидова видљиви су темељи стамбених и економских објеката. Непосредно уз темеље средњовековне цркве, са њене јужне стране 1851. године је саграђена Црква Светог пророка Илије.